# Trichodes apiarius
Trichodes apiarius és una espècie de coleòpter de la família dels clèrids, molt estès a Europa, Àsia i el nord d'Àfrica.

## Descripció
Es tracta d'escarabats petits, molt peluts, amb el cap i el protòrax negre-blavós i brillant. Els èlitres són de color vermell brillant amb bandes negres i tenen una forma típicament allargada (com normalment els clèrids) per cobrir completament l'abdomen. És possible distingir fàcilment aquesta espècie del congènere Trichodes alvearius (Fabricius, 1792) a causa de la presència d’una banda negra terminal prop de l'àpex dels èlitres.

## Biologia
Els adults ponen els ous als nius de les abelles (d’aquí l'epítet específic "apiarius") pertanyents als gèneres Osmia i Megachile. A mesura que les larves es desenvolupen dins del rusc, ataquen els estadis larvaris i les nimfes de les seves víctimes.
Els adults creixen fins als 9-16 mil·límetres i es poden trobar de maig a juny a les flors, principalment de les apiàcies, que s’alimenten del pol·len. Tot i això, integren la seva dieta amb petits insectes que cacen activament.

## Distribució
Es troben a la major part d’Europa, a l’àmbit est de la zona paleàrtica i al nord d’Àfrica.